# Torrehermosa
Torrehermosa – gmina w Hiszpanii, w prowincji Saragossa, w Aragonii, o powierzchni 21,13 km². W 2011 roku gmina liczyła 80 mieszkańców.